# Vulpavus
Vulpavus es un género extinto mamífero carnívoro perteneciente a la familia Miacidae. Es uno de los probables ancestros de todas las especies existentes del orden Carnivora.